# Xerobion inthybi
Xerobion inthybi är en insektsart. Xerobion inthybi ingår i släktet Xerobion och familjen långrörsbladlöss. Inga underarter finns listade i Catalogue of Life.